# Regent (Dakota Północna)
Regent – miasto w Stanach Zjednoczonych, w stanie Dakota Północna, w hrabstwie Hettinger.